# Reichssender Flensburg
Der Reichssender Flensburg war eine im Hauptpostamt (heute Alte Post) in Flensburg provisorisch eingerichtete Sendestation, die vom 3. bis 13. Mai 1945 auf der Mittelwellen-Frequenz 1330 kHz ein Programm mit Verlautbarungen von namhaften Mitgliedern der Regierung Dönitz (2. bis 23. Mai 1945) ausstrahlte, darunter die Verkündung des Endes des Zweiten Weltkriegs in Europa. Die Station war „neben der in Prag die letzte dem untergehenden NS-Regime zur Verfügung stehende Propagandaeinrichtung“ in den Tagen nach Hitlers Selbstmord am 30. April 1945.

## Reichweite des Senders
Der Hörerkreis des Reichssender Flensburg war begrenzt. Zum einen lag das an der vergleichsweise geringen Sendeleistung, zum anderen besaßen viele Menschen kein Radio mehr oder die Stromversorgung war zusammengebrochen. Dennoch waren die Sendungen im gesamten untergehenden Deutschen Reich zu empfangen, wenn auch mit besserer Qualität im norddeutschen Raum.

## Einrichtungen, Programm und Sendeleitung
Da Flensburg zu der Zeit über keine Einrichtung zur Produktion eigener Sendungen verfügte, hielt als Provisorium ein Übertragungswagen der Kriegsmarine her, der im Hof des damaligen Postgebäudes am Norderhofenden in der Flensburger Innenstadt geparkt war.
Das Programm des neben Prag „letzten Sprachrohres des untergehenden NS-Regimes“ bestand aus Aufrufen und Reden, Nachrichten- und Musiksendungen sowie Wehrmachtsberichten. Im Ü-Wagen wurden Nachrichten vorgelesen und Schallplatten gespielt; in der Post hingegen war ein Erfrischungsraum für weibliche Postangestellte zu einem provisorischen Studio hergerichtet, damit dort der Großadmiral Karl Dönitz (6. und 8. Mai) und seine Kabinettskollegen, darunter Albert Speer (3. Mai) und Johann Ludwig Graf Schwerin von Krosigk (7. Mai), ihre Rundfunkansprachen halten konnten. Darin sprach Dönitz in erster Linie die Wehrmacht an, der Wirtschafts- und Produktionsminister Speer die Industrie, Landwirtschaft und Arbeiterschaft und der leitende Minister Graf Schwerin von Krosigk die Alliierten und das Ausland.
Vom Ü-Wagen übertrug die Station die Propagandasendungen zum Sendemast, dem „Hölzernen Eiffelturm“ des Senders Flensburg auf die Östlichen Höhe in Jürgensby, von dem diese landesweit ausgestrahlt wurden.
Während der Ingenieur Ernst Thode (bis 1968 Chef des Senders Flensburg des NWDR/NDR) die Sendeleitung innehatte, übernahm ein Vorauskommando britischer Spezialisten am 5. Mai 1945 die technische Oberleitung. Die Aufmerksamkeit weiterer britischer Vorauskommandos galt am selben Tag Forschungs- und Erprobungsstellen der Kriegsmarine und am 6. Mai der Besetzung des Flugplatzes Flensburg-Schäferhaus. Die Übernahme des Senders war somit in den Tagen der Besetzung Flensburgs durch britische Alliierte eine ihrer ersten Maßnahmen, der sich wenige Tage später zwei amerikanische Offiziere anschlossen. Der Hauptteil der britischen Truppen, und zwar britische Panzer, gelangte ohne Zwischenfälle am 10. Mai in die Stadt.

## Chronologie

### Ansprachen von Mitgliedern der Regierung Dönitz
Der von Adolf Hitler in seinem Testament zum Oberbefehlshaber und Reichspräsidenten ernannte Großadmiral Karl Dönitz verlegte seinen Stab in der Nacht vom 2. auf den 3. Mai von Plön in die Marinesportschule im Sonderbereich Mürwik. Wenige Stunden nach seinem Eintreffen in Mürwik hielt am Abend des 3. Mai 1945 Albert Speer die erste Rede über den Flensburger Äther. Reichsführer-SS Heinrich Himmler, der im benachbarten Polizeipräsidium Flensburg Quartier bezog, schlug Generalfeldmarschall Wilhelm Keitel vor, „einen Zensor für alle öffentlichen Verlautbarungen der Regierung einzusetzen, er selbst wolle diese Aufgabe gern übernehmen.“ Dazu kam es nicht mehr; Dönitz stellte am 5. Mai ein Kabinett ohne die SS-Führung zusammen.
Am 6. Mai um Mitternacht gab der Sender die Teilkapitulation der Wehrmacht für Nordwestdeutschland, Dänemark und die Niederlande bekannt und spielte eine am Vortag gehaltene Ansprache von Dönitz an alle deutschen Schiffs- und U-Bootbesatzungen ab.
Der darauffolgende Tag, der 7. Mai, war der Tag der Unterzeichnung der Kapitulationsurkunde in Reims durch Generaloberst Alfred Jodl um 2:41 Uhr. Am selben Tag forderte der leitende Minister der Regierung Dönitz, Graf Schwerin von Krosigk, in seiner Ansprache um 12:45 Uhr eine Rückbesinnung auf die drei Kernelemente der dritten Strophe des Deutschlandliedes: Einigkeit und Recht und Freiheit.
Am 8. Mai um 12:30 Uhr kündigte Dönitz über den Reichssender Flensburg das unmittelbare Kriegsende an. Er habe „in der Nacht zum 7. Mai dem OKW den Auftrag erteilt, die bedingungslose Kapitulation für alle kämpfenden Truppen zu erklären.“ So hieß es: „Am 8. Mai, 23 Uhr, schweigen die Waffen.“ Die zunächst ebenfalls noch sendende Rundfunkstation Prag I hielt die Meldung aus Flensburg über die unmittelbar bevorstehende Kapitulation für einen Propagandatrick der Alliierten und rief dazu auf, den Kampf fortzusetzen. Angesichts der bedingungslosen Kapitulation der Wehrmacht endete der Prager Aufstand dennoch. Die Wehrmacht zog am 8. Mai aus Prag ab.

### Letzter Bericht des Oberkommandos der Wehrmacht
In der Nacht vom 8. auf den 9. Mai wurde die bedingungslose Kapitulation der Wehrmacht in Berlin ratifiziert. Generalfeldmarschall Keitel, Generaloberst Hans-Jürgen Stumpff und Generaladmiral Hans-Georg von Friedeburg unterzeichneten um 00:16 Uhr, also erst kurz nach Inkrafttreten, die Kapitulation im Hauptquartier der sowjetischen 5. Armee. In Flensburg schob am Abend des 9. Mai gerade der Panzerspähfunker Klaus Kahlenberg seinen Dienst als (nichtprofessioneller) Sprecher des Reichssender Flensburg, bei dem er sich sonst mit einem Stuttgarter Marineobergefreiten abwechselte. Kahlenberg verlas um 20:03 Uhr den letzten Bericht des Oberkommandos der Wehrmacht, in dem nochmals die bedingungslose Kapitulation der Wehrmacht erklärt wird.

„20 Uhr und 3 Minuten. Reichssender Flensburg und die angeschlossenen Sender. Wir bringen heute den letzten Wehrmachtsbericht dieses Krieges. Aus dem Hauptquartier des Großadmirals, den 9. Mai 1945. Das Oberkommando der Wehrmacht gibt bekannt.“

Es folgte „ein Überblick über die militärische Situation an den verschiedenen Fronten,“ bevor Kahlenberg das Kriegsende verkündete:

„Das Oberkommando der Wehrmacht gibt bekannt: Seit Mitternacht schweigen nun an allen Fronten die Waffen. Auf Befehl des Großadmirals hat die Wehrmacht den aussichtslos gewordenen Kampf eingestellt. Damit ist das fast sechsjährige heldenhafte Ringen zu Ende. Es hat uns große Siege, aber auch schwere Niederlagen gebracht. Die deutsche Wehrmacht ist am Ende einer gewaltigen Übermacht ehrenvoll unterlegen. Wir brachten den Wortlaut des letzten Wehrmachtsberichts dieses Krieges. Es tritt eine Funkstille von drei Minuten ein.“

Nach der kurzen Sendepause läutete Kahlenberg die Nachkriegszeit mit einer Instrumentalversion des Deutschlandliedes ein.

### Nach der Beschlagnahmung des Senders
Am 10. Mai beschlagnahmte die britische Besatzungsmacht die Sendeeinrichtungen; ein britischer Offizier markierte die Eingangstür des Senders mit Kreide, an der fortan Reserved for Information-Control geschrieben stand. Der ins US-amerikanische Exil emigrierte Literaturnobelpreisträger Thomas Mann sprach am selben Tag in der BBC vom Ende des „Äther-Kriegs“. Dennoch konnten die Mitteilungen des OKW für drei weitere Tage ausgestrahlt werden, hatten jedoch die britische Zensur zu passieren.
Dem zehn Tage währenden Sendebetrieb setzte ein Nachrichtenoffizier der 159. Infanteriebrigade (159th Infantry Brigade) am 13. Mai 1945 ein Ende, in dem er den Steuerquarz ausbaute, den Starkstromanschluss versiegelte und die Sende- und Verstärkerröhren entfernte.
Am 23. Mai 1945 verhafteten die Briten im Sonderbereich Mürwik Mitglieder der Reichsregierung. Noch am selben Tag wurden Speer, Dönitz und Jodl beim benachbarten Polizeipräsidium Flensburgs der Weltpresse vorgeführt, um das Ende des Dritten Reiches zu dokumentieren.